# Kawara
Kawara (jap. 香春町 Kawara-machi) – miasto w Japonii, na wyspie Kiusiu, w prefekturze Fukuoka. Według danych na rok 2020 miejscowość zamieszkiwało 10 191 mieszkańców , a gęstość zaludnienia wyniosła 229 os./km².